# سینوب
سینوب (به ترکی استانبولی: Sinop) شهری است در کشور ترکیه که در استان سینوب واقع شده‌ است. جمعیت این شهر بر اساس سرشماری سال ۲۰۰۸ میلادی ۳۵٬۳۹۳ نفر و بر اساس برآوردهای سال ۲۰۰۹ میلادی ۳۶٬۰۳۱ نفر می‌باشد.